# Halswender-Schildkröten
|  | Dieser Artikel wurde aufgrund von formalen oder inhaltlichen Mängeln in der Qualitätssicherung Biologie zur Verbesserung eingetragen. Dies geschieht, um die Qualität der Biologie-Artikel auf ein akzeptables Niveau zu bringen. Bitte hilf mit, diesen Artikel zu verbessern! Artikel, die nicht signifikant verbessert werden, können gegebenenfalls gelöscht werden. Lies dazu auch die näheren Informationen in den Mindestanforderungen an Biologie-Artikel. |

Die Halswender-Schildkröten (Pleurodira) legen den Kopf beim Einziehen in einer horizontalen S-förmigen Bewegung seitlich unter den Panzer. Sie stellen die Unterordnung der Schildkröten dar, die im Vergleich zu den Halsberger-Schildkröten jünger ist, da sie sich erst in der Kreide bildete.
Bei ihnen weisen die Halswirbel kräftige Dorn- und Seitenfortsätze für den Ansatz der Halsmuskulatur auf. Ihr Becken ist mit dem Panzer verwachsen.
Alle Halswender-Schildkröten leben in Binnengewässern der südlichen Erdhalbkugel, in Afrika, Madagaskar, Australien, Neuguinea und Südamerika.
Unter Einschluss fossiler Stammgruppenvertreter wird die Unterordnung je nach Autor enger oder weiter gefasst, im ersteren Fall heißt die Pan-Gruppe Pan-Pleurodira und die Kronengruppe wird Pleurodira genannt und im letzteren Fall wird die Kronengruppe, die die rezenten Pleurodira enthält, Eupleurodira genannt.

## Familien
- Schlangenhalsschildkröten (Chelidae)
- Pelomedusenschildkröten (Pelomedusidae)
- Podocnemididae